# ГЕС Brattset
ГЕС Brattset – гідроелектростанція у центральній частині Норвегії за сім десятків кілометрів на південь від Тронгейму. Знаходячись між ГЕС Litjfossen (вище по течії) та ГЕС Своркмо, входить до складу гідровузла у сточищі річки Оркла, яка впадає до Оркдалс-фіорду – однієї із заток на південному узбережжі Тронгейм-фіорду.

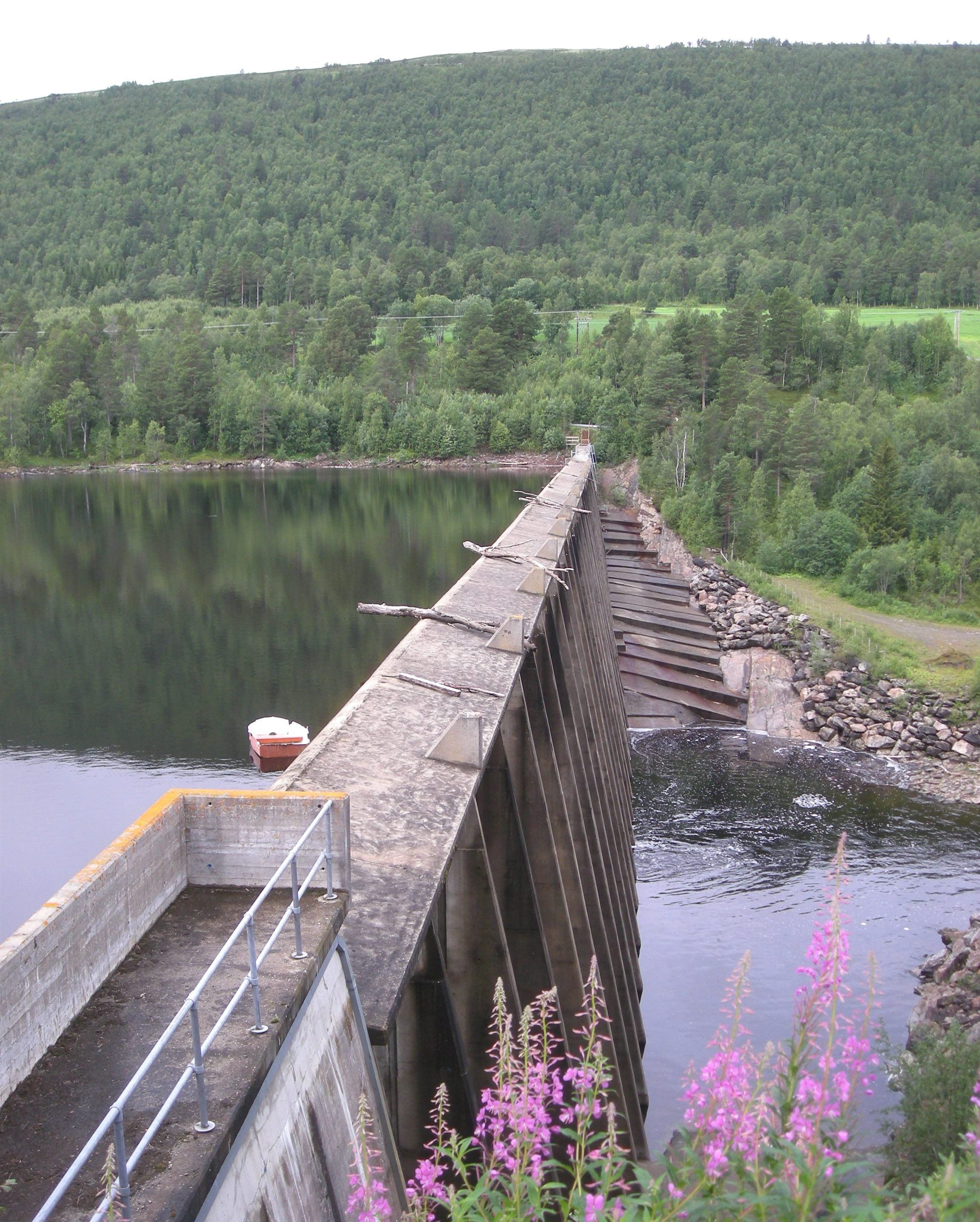
Гребля Сторфоссдаммен

Відпрацьований станцією Litjfossen ресурс потрапляє у водосховище Сторфоссдаммен, створене на Орклі бетонною греблею висотою 16 метрів. Ця водойма має площу поверхні 0,16 км2, припустиме коливання рівня між позначками 503 та 519 метрів НРМ і об’єм 2 млн м3. 
Зі сховища під правобережним масивом прокладено дериваційний тунель довжиною 14 км, який на своєму шляху отримує додатковий ресурс із водозаборів на лівих притока Оркли Ulvassbekken, Nava та Stavaa. В останньому випадку використовується бічний тунель довжиною 0,7 км з перетином 8 м2.
Машинний зал обладнаний двома турбінами типу Френсіс потужністю по 40 МВт, які використовують напір у 269 метрів та забезпечують виробництво 402 млн кВт-год електроенергії на рік.